# Claude Viterbo
Claude Viterbo (* 20. April 1961 in Genf) ist ein französischer Mathematiker, der sich mit Symplektischer Geometrie beschäftigt.
Viterbo besuchte in Paris das Lycée Louis-le-Grand und studierte ab 1980 an der École normale supérieure (ENS). 1983 erwarb er dort die Agrégation in Mathematik, wurde 1985 promoviert (Thèse de troisieme cycle) und habilitierte sich 1989 (Topologie symplectique et systèmes Hamiltoniens). Sein Doktorvater war François Laudenbach (und Ivar Ekeland). Ab 1991 war er Professor an der Universität Paris-Süd. Von 2000 bis 2011 war er Professor an der École polytechnique und wechselte dann auf einen Lehrstuhl an der École normale supérieure (ENS).
Er entwickelte, aufbauend auf Arbeiten von Laudenbach und Jean-Claude Sikorav die Methode der erzeugenden Funktion in der symplektischen Topologie weiter. 1987 bewies er die Weinstein-Vermutung (nach Alan Weinstein) für alle Kontakt-Hyperflächen in  {\displaystyle R^{2n}}.
1991 gab er den Cours Peccot am Collège de France und im selben Jahr erhielt er den Prix Carrière de l’Académie des Sciences. 1993 erhielt er den Prix Scientifique IBM de Mathématiques. 1995 bis 2000 war er Mitglied des Institut universitaire de France. 2011 war er Samuel Eilenberg Gastprofessor an der New Yorker Columbia University.
Er war Invited Speaker auf dem Internationalen Mathematikerkongress 1994 in Zürich (Generating functions, symplectic topology and applications). 1992 war er eingeladener Sprecher auf dem Europäischen Mathematikerkongress in Paris (Properties of embedded Lagrange manifolds).

## Schriften
- Symplectic topology as the geometry of generating functions, Mathematische Annalen, Band 292, 1992, S. 685–710
- A proof of the Weinstein conjecture in {\displaystyle R^{2n}}, Annales Institut Henri Poincaré (Analyse nonlineaire), Band 4, 1987, S. 337–357
- Herausgeber mit Albert Fathi, Yong-Geun Oh Symplectic Topology and Measure Preserving Dynamical Systems, American Mathematical Society 2010
- Capacités symplectiques et applications, Seminaire Bourbaki, Nr. 714, 1989, Astérisque, Band 177/178, S. 345–362
- A new obstruction for embedding Lagrangian Tori, Inventiones Mathematicae, 100, 1990, 301–320
- Properties of embedded Lagrangian submanifolds, Proc. First European Congress of Mathematics, Paris 1990, Birkhäuser 1994